# Karl Joseph Birnbach
Karl Joseph Birnbach (Köpernick, Neisse, 9 de setembre de 1751 - Berlín, 29 de maig de 1805) fou un organista i compositor alemany.
Dotat d'extraordinàries facultats per la música, als 15 anys ja era professor; entrà en l'orquestra del comte Hoym, de Breslau, passant després a la capella de l'arquebisbe; a la mort del prelat es suprimí la plaça, que se'l hi havia donat en vitalici, pel qual va sostenir un plet sorollós amb els hereus, perdent els diners de l'import del que li devien.
Caigut en la indigència marxà a Berlín, on entrà en la capella reial, i a més exercia de professor tenint entre els seus alumnes en Vogel, i després ocupà la direcció del teatre de Breslau. Va compondre les òperes Safira i La muller del pescador, i nombroses obres de concert: algunes d'elles es varen imprimir.
Un dels seus fills, Joseph Benjamin Heinrich, nascut a Breslau el 1793, despuntà com a pianista; va escriure moltes obres per a piano i el tractat d'harmonia Der vollkommene Componist (Berlín, 1832).